# Gradinje (gmina Cerovlje)
Gradinje – wieś w Chorwacji, w żupanii istryjskiej, w gminie Cerovlje. W 2011 roku liczyła 43 mieszkańców.